# St. Michael (Stephanshausen)

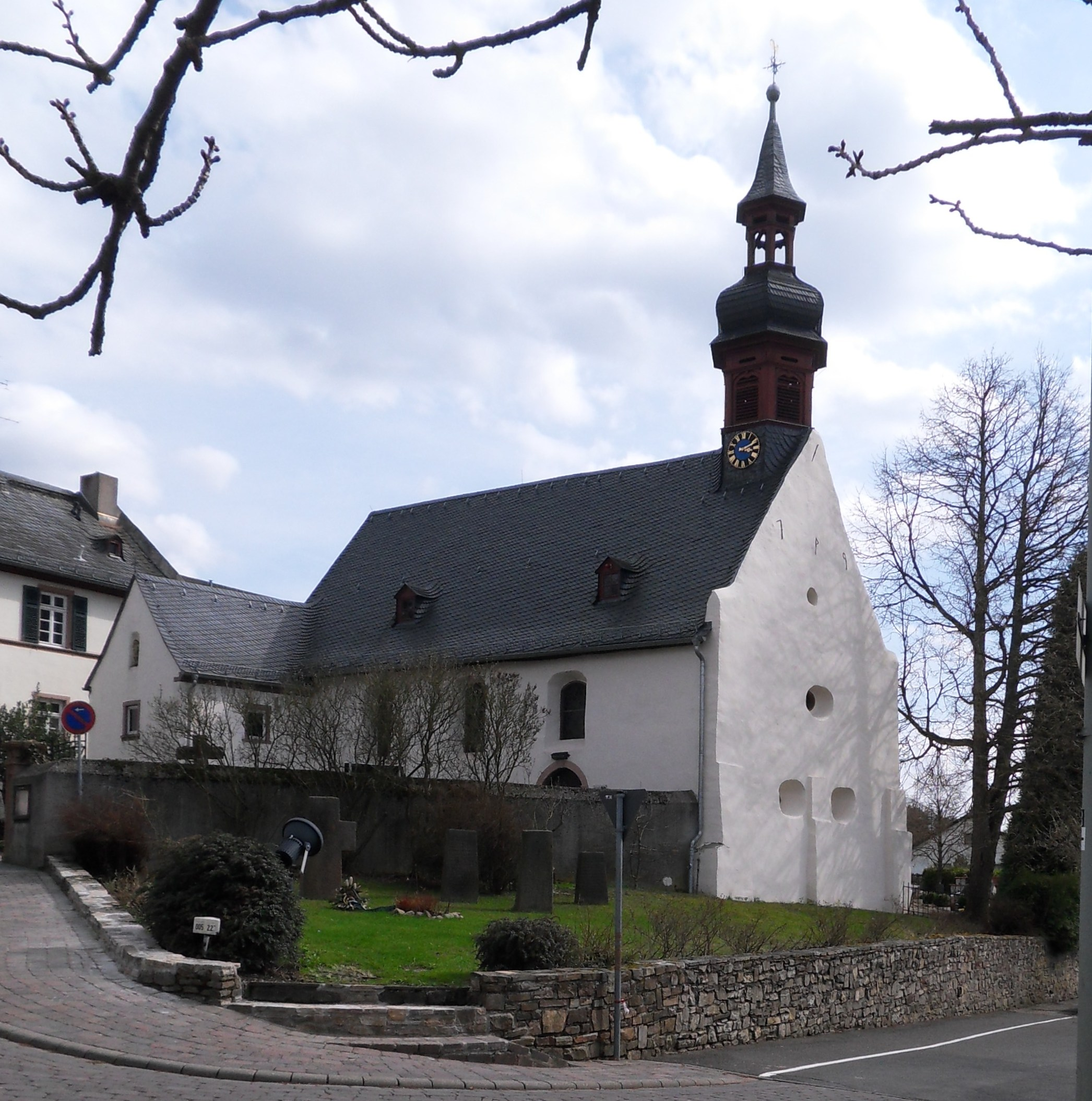
St. Michael

Die römisch-katholische Kirche St. Michael ist ein Kirchengebäude in Stephanshausen, einem Ortsteil von Geisenheim. St. Michael ist heute eine Filialkirche der Pfarrei Heilig Kreuz Rheingau, einer Pfarrei neuen Typs. Seit 2015 ist der sogenannte Rheingauer Dom in Geisenheim auch Pfarrkirche von Stephanshausen.

## Geschichte
Kirchlich war Stephanshausen ursprünglich Lorch zugeordnet. Vor Ort befand sich nur eine kleine Kapelle, die 1401 erstmals urkundlich erwähnt und im Dreißigjährigen Krieg zerstört wurde. 1652/53 wurde die Kapelle wieder aufgebaut. In verschiedenen Zwischenschritten wurde die Kapelle zur heutigen Kirche erweitert. Die entscheidende Erweiterung fand im Jahr 1749 statt, bei der die Kirche ihr heutiges aussehen erhielt.
Die kirchliche Zuständigkeit wechselte 1577 von Lorch nach Winkel. 1655 übernahm die neugegründete Pfarrei St. Laurentius (Presberg) die Seelsorge. Am 18. Dezember 1755 wurde Stephanshausen schließlich zur eigenen Pfarrei erhoben und die Kirche St. Michael somit zur Pfarrkirche.
Das Kirchenpatronat besaßen zuerst die Herren von Breidbach zu Lorch, im 18. Jh. übernahmen es die Freiherrn von Greiffenklau zu Vollrads.
In den 1860er Jahren kam es zu großen Spannungen zwischen Zivilgemeinde, Bürgern und dem Pfarrer. Der Konflikt ging darum, dass die Zivilgemeinde einen Teil ihrer, in der Stiftungsurkunde festgelegten, Verpflichtungen nicht mehr tragen wollte. Viele Bürger weigerten sich, die Gottesdienste in der Kirche wahrzunehmen und besuchten hierfür lieber das Kloster Marienthal. 1869 eskalierte der Streit so weit, dass die Fenster des Pfarrhauses eingeworfen wurden. Das Bistum drohte am 18. Oktober 1870 damit die Pfarrei aufzulösen und machte diese Drohung am 1. Januar 1871 wahr: St. Michael wurde Filialkirche von Winkel. Nun einigten sich Zivilgemeinde und Bistum und 1872 wurde wieder ein Pfarrer eingesetzt. Allerdings prozessierte man weiter um die Verpflichtung der Zivilgemeinde jährlich 7½ Klafter Buchenbrennholz zu liefern (ein Klafter entsprach etwa 3,338 Raummetern). Die Zivilgemeinde hielt den entsprechenden Eintrag in den Stockbüchern (dem Vorgänger des heutigen Grundbuchs) für gefälscht, das Gericht sprach der Kirche jedoch den Anspruch zu.
1862 wurde die baufällige Kirche umfassend saniert. Am 29. September 1862 wurde die Kirche erneut geweiht. 1953 erfolgte eine Innenrenovierung der Kirche.
Seit 1976 war der Pfarrer auch für die Kirchen in Johannisberg und Presberg zuständig. 1999 wurde die eigenständige Pfarrei aufgehoben.

## Beschreibung
Das barocke Kirchengebäude ist eine Saalkirche.
Rudolf Wahl, der von 1936 bis 1970 Pfarrer in Stephanshausen und gleichzeitig Diözesankonservator war, sorgte für die Beschaffung wichtiger Kunstwerke in der Kirche. Hierzu zählt die Kreuzigungsgruppe auf dem Hochaltar. Die Christusfigur stammt aus dem Jahr 1610. Der Altar wurde 1972 aufgestellt.
Die Orgel stammt von der Firma Gebrüder Keller.
Vor der Kirche ist ein Gefallenendenkmal errichtet.

## Pfarrer
- Walter (1814–1828)
- Pfarrverwalter Franz Josef Scheh (1828–1829)
- Jakob Mohr (1829–1830)
- Pfarrverwalter Lenz (1830)
- Valentin Jakoby (1831–1836)
- Johann Bauch (1836–1839)
- Wilhelm Koch (1839–1854)
- Friedrich Schmelz (1854–1860)
- Pfarrverwalter Anton Fischer (1860)
- Johann Horz (1860–1865)
- Pfarrverwalter Johann Thome (1865–1866)
- Wilhelm Hanz (1866–1871)
- Josef Kappelhoff (1871–1887)
- Franz Witgert (1887–1905)
- Wilhelm Fischbach (1905–1917)
- Anton Schumacher (1917–1926)
- Heinrich Dezius (1926–1936)
- Rudolf Wahl (1936–1970)

## Glocken
Das Geläut besteht aus einer historischen und zwei modernen Bronzeglocken. Die Mischung ist relativ gut gelungen, wenn auch mit einer leichten Verzerrung des Gloriamotives.
Geläutedisposition: fis′′+1,5 – gis′′+/-0 – h′′-1
| Nr. | Name    | Masse (kg) | Ø (mm) | Schlagton (16tel) | Abklingdauer (Sec.) | Klangverlauf | Gussjahr | Glockengießer | Inschrift |
| 1   | Michael | 78         | 515    | fis2-1,5          | 65                  | sehr ruhig   | 1975     | Rincker       | + ST. MICHAEL, DU UNSER SCHUTZ - UND SCHIRMHERR BIST                                                                        |
| 2   | Jesus   | 55         | 450    | gis2+/-0          | 25                  | wellig ruhig | 1654     | Speck / Mainz | IM NAMEN IESV DET ICH FLISEN PETER SPECK IN MAIENTZ GOS MICH. Darunter zwischen barocken Bildornamenten die Jahreszahl 1654 |
| 3   | Gloria  | 37         | 394    | h2-1              | 52                  | wellig ruhig | 1950     | Rincker       | SOLI DEO GLORIA (Gott allein sei Ehre) und GEGOSSEN A D 1950 VON GEBRUEDER RINCKER IN SINN NR. 7261                         |